# Haulik György (érsek)

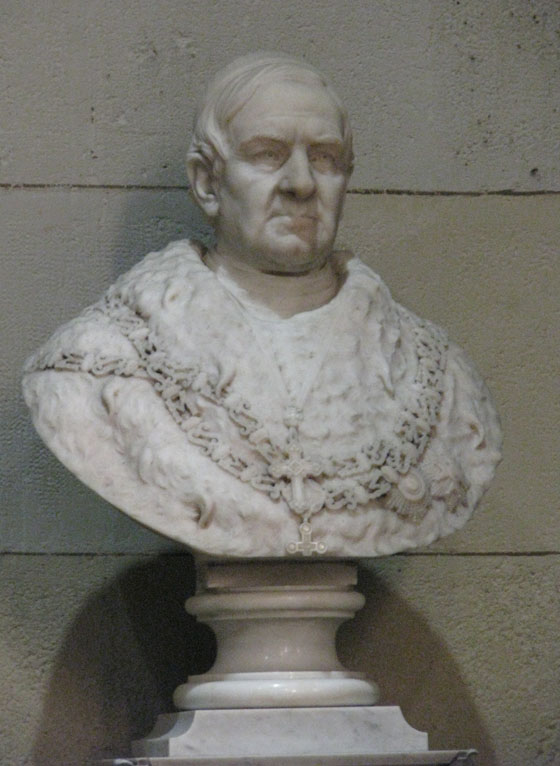
Haulik György bíbornok érsek mellszobra a zágrábi székesegyházban

Várallyai Haulik György (Juraj Haulik, Nagyszombat, 1786. április 20. – Zágráb, 1869. május 11.) teológiai doktor, bíbornok és zágrábi érsek, báni helytartó.

## Élete
A középiskolákat szülővárosában, Nagyszombatban és Esztergomban, a bölcseletet 1805-től Nagyszombatban, a teológiát 1807-től Bécsben a Pázmáneumban végezte. 1811. május 6-án szentelték pappá; előbb komáromi segédlelkész, 1812-től érseki levéltárnok, 1815-ben szentszéki jegyző s 1817-ben titkár lett. 1820-ban Rudnay Sándor érsek titkára, 1825. április 7-én oldalkanonokja, azután a Boldogságos Szűzről címzett tapuszkai apát lett. 1829-ben a pesti egyetemen a teológiai kar dékánja volt. 1830-ban a magyar királyi helytartótanács tanácsnoka s pristinai választott püspök lett. 1832-ben udvari tanácsosságot és a zágrábi prépostsággal az auraniai perjelséget, 1837-ben a zágrábi püspökséget nyerte. 1837. október 2-án Rómában prekanonizáltatván, december 10-én Bécsben felszentelték és 1838. január 6-án ünnepélyesen beiktatták. 1849-ben az uralkodó a Szent István-rend nagy keresztjét adta neki. 1853. március 26-án az első zágrábi érsek, 1856-ban bíbornok lett és a Leopold-rend nagy keresztjét kapta.
Arcképe: kőnyomat Dauthagetól 1856. Bécsben.

## Művei
- Assertiones ex universa theologia... in regia scient. univers. Pestiensi... Pestini, 1819
- Dictio... quum magistratus academicus neonominatum suum praesidem (Ant. Cziraky) nomine ejusdem regii instituti die 27. Jan. 1829, salutasset, habita. Budae, 1829 (Sermones... cz. munka 3-10. l.)
- Sermo Pastoralis quem... cum anno 1838. Dominica prima post Epiph. in diem 7. Jan. incidente regimen dioeceseos capesseret, ad clerum populumque dixit Vindobonae, 1838 (megjelent az Egyházi Tárban is)
- Allocutiones... quarum altera aperuit, altera clausit generalem regnorum Dalmatiae, Croatiae et Slavoniae congregationem, 10. et subsequis mensis Aug. an. 1840. diebus celebratam, e desiderio ss. et oo. publici juris factae. Zagrabiae
- Dictio... cum excell. ac ill. dnum, Franciscum comitem Haller... in regnorum Dalmatiae, Croatiae et Slavoniae banum, die 18. Oct. 1842. e benigna delegatione regia solenniter installaret, habita. Zagrabiae
- Allocutio... ad alumnos seminarii sui dioecesani habita cum exordio Anni scholastici 1844-45. Zagrabiae
- Rede... gehalten bei Gelegenheit der feierlichen Eröffnung des frommen Institutes der Barmherzigen Schwestern zu Agram am 14. April 1846. Zagrabiae
- Selectiores Encyclicae literae et dictiones sacrae... Tomus I. Continens Encyclicas literas cum dupplici appendice, quarum altera nonnullas ad clerum juniorom, altera ad sorores misericordiae instituti Zagrabiensis habitas Allocutiones exhibet. Viennae, 1850
- Literae Pastorales... de statu ecclesiae, et fontibus corruptelae moralis ad clerum dioecesanum dimissae die 20. Febr. 1859. Zagrabiae
- Literae Pastorales... completo vigesimo quinto episcopatus anno, ad clerum archi-Dioeceseos dímissae die 6. Jan. 1863. Zagrabiae
- Literae Pastorales... intuitu auctoritateum: patriae, sacerdotalis, regiae et summi pontificatus, ad clerum dioecesanum dimissae die 17. Febr. 1867
- Literae Pastorale ... intuitu praesentis systematis politici, et agitationis panslavisticae, ad clerum suum archidioecesanum dimissae die 20. Sept. 1867. Zagrabiae
- Encyclicae Litterae et Sermortes selectiores. VII Tomi. Viennae, subin Zagrabiae 1850-1868
- Epistola Pastoralis... super educatione et institutione juventutis. Zagrabiae, 1869